# Benno Barnard
Benno Barnard (Amsterdam, 21 november 1954) is een Nederlands dichter, prozaïst, en vertaler. Hij studeerde begin jaren 70 Engels in Plymouth en nadien theologie en filosofie in Brussel. Hij woonde van 1976 tot eind 2015 in België, waarna hij naar East Sussex verhuisde. Hij is de zoon van Willem Barnard, die als dichter publiceerde onder het pseudoniem Guillaume van der Graft.

## Werk
Barnard debuteerde in 1981 met romantische poëzie. Zijn latere bundels - beïnvloed door de Engelse dichters van het interbellum - zijn soberder van toon en getuigen van een historisch pessimisme; ze bevatten zowel reeksen van langere gedichten als epyllions.
Na het classicistische All for Love van John Dryden herdicht te hebben (Liefdeswoede, 1993) schreef hij vier eigen versdrama's; Mevrouw Appelfeld (2007) is zijn eerste theaterwerk in proza.
Barnards prozateksten vormen een modernistische vermenging van essay, verhaal, polemiek en autobiografie, zoals de 'genealogische autobiografie' Eeuwrest (2001).
In 2006 verscheen zowel de strenge, maar met veel nieuwe poëzie aangevulde selectie Het tongbotje: gedichten 1981-2005 als de bundel Dichters van het Avondland, waarin Barnard een geschiedenis van de twintigste eeuw presenteert aan de hand van tien Europese dichters.
De vraag naar de identiteit van de naoorlogse Europeaan vormt de drijvende kracht achter zijn oeuvre, waarin hij vaak 'het Belgische model' als voorbeeld gebruikt, onder verwijzing naar de Oostenrijks-Hongaarse dubbelmonarchie. Genres en taalvormen fungeren als verschillende invalshoeken. Het achterdoek van dit alles is de Europese geschiedenis en de rol van de judaïsche filosofie daarin; centraal in Barnards hele werk staat de talmoedische overtuiging dat 'het geheim van de verlossing' de herinnering is. Maar deze serieuze thematiek vloeit vooral in zijn latere werk samen met een ironische lichtvoetigheid, ook in de poëzie.
In 2009 verscheen Een vage buitenlander, een persoonlijk verslag van zijn levenslange fascinatie voor Engeland; in 2012 Een geschiedenis van België voor nieuwsgierige kinderen (en hun ouders), dat hij samen met zijn vriend Geert van Istendael schreef. Zijn dagboeknotities uit de periode 2008-2013 verzamelde hij in Dagboek van een landjonker (2013). Met zijn poëziebundel Het trouwservies uit 2017 oogstte Barnard veel lof en de bundel kende drie herdrukken in de zes maanden na de publicatie.
Nogal wat van zijn prozawerk heeft te maken met poëzie. In september 2019 verscheen Barnards poëziedagboek Zingen en creperen, dat als het slotdeel van een trilogie kan worden beschouwd (Dichters van het Avondland en Mijn gedichtenschrift zijn de eerste delen). 
In 2023 verscheen het omvangrijke Afscheid van de handkus, een dagboek dat uitmondt in een korte roman - deze ongewone combinatie van fictie en non-fictie, cirkelend rond de dood van zijn dochter Anna, trok sterk de aandacht, onder meer door de vloeiende combinatie van al Barnards thema's, stijlkenmerken en genres.   
Benno Barnard ontving verschillende belangrijke literaire prijzen, maar weigert al jaren zijn werk in te zenden voor nominatieprijzen. In 2002 hield hij in Leiden de Huizingalezing onder de titel 'Tegen de draad van de tijd: over de ware aard van Europa'. Hij is geregeld te gast op internationale poëziefestivals en vertaalde onder meer gedichten van Emile Verhaeren, W.H. Auden, Paul Celan en Eva Runefelt. Boeken van zijn hand zijn vertaald in het Engels, Frans, Afrikaans, Tsjechisch, Hongaars, Servo-Kroatisch en Turks.
In 2024 verscheen bij zijn zeventigste verjaardag het Benno Barnard Handboek met bijdragen van Benno Barnard, Huub Beurskens, Daniel Cunin, Paul Demets, Luuk Gruwez, Arthur Hendrikx, Jooris van Hulle, Geert van Istendael, Matthieu Sergier*, Elies Smeyers, Carl De Strycker*, Yves T’Sjoen*, Jan Vanriet en Andries Visagie. – *samensteller

## Publiek intellectueel
Benno Barnard mengde zich geregeld in het publieke debat. Hij is voorstander van de herwaardering van het christendom, van een brede culturele opvoeding en van de Westerse waarden in het algemeen. Hij trekt van leer tegen de dominantie van welke 'pensée unique' dan ook.
Benno Barnard schreef tot januari 2013 wekelijks een column voor Knack.

### Vertalingen
- 1997 Lyukas világ (Het gat in de wereld)
- 1997 Díra do sveta (Het gat in de wereld)
- 1998 Bir Sanskrit : (seçilmi¸s ¸siirler), bloemlezing poëzie
- 2003 Le naufragé (De schipbreukeling)
- 2005 Fragments d'un siècle: une autobiographie généalogique (Eeuwrest)
- 2015 A Public Woman (bloemlezing poëzie)
- 2018 Le Service de mariage (Het trouwservies)

## Onderscheidingen
- 1985 - Lucy B. en C.W. van der Hoogtprijs - Klein Rozendaal
- 1987 - Geertjan Lubberhuizenprijs - Uitgesteld paradijs
- 1994 - Busken Huetprijs - Het gat in de wereld
- 1996 - Frans Kellendonk-prijs - Het gat in de wereld